# Ptiloglossidia fallax
Ptiloglossidia fallax là một loài ong trong họ Colletidae. Loài này được Moure miêu tả khoa học đầu tiên năm 1953.